# Tetramicra elegans
Tetramicra elegans är en orkidéart som först beskrevs av William Hamilton och som fick sitt nu gällande namn av Célestin Alfred Cogniaux.
Tetramicra elegans ingår i släktet Tetramicra och familjen orkidéer. Inga underarter finns listade i Catalogue of Life.

## Bildgalleri

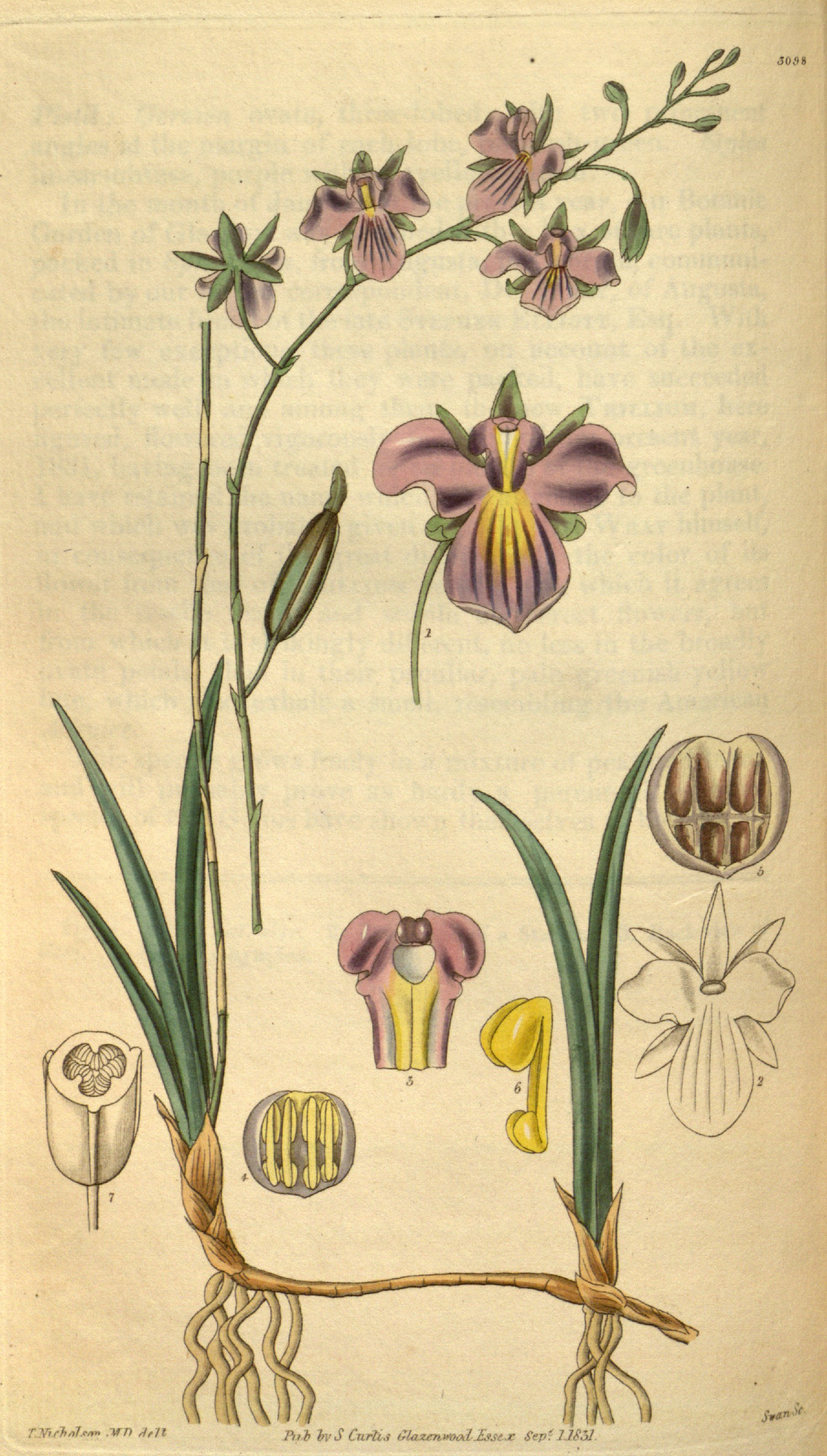